# Eureca

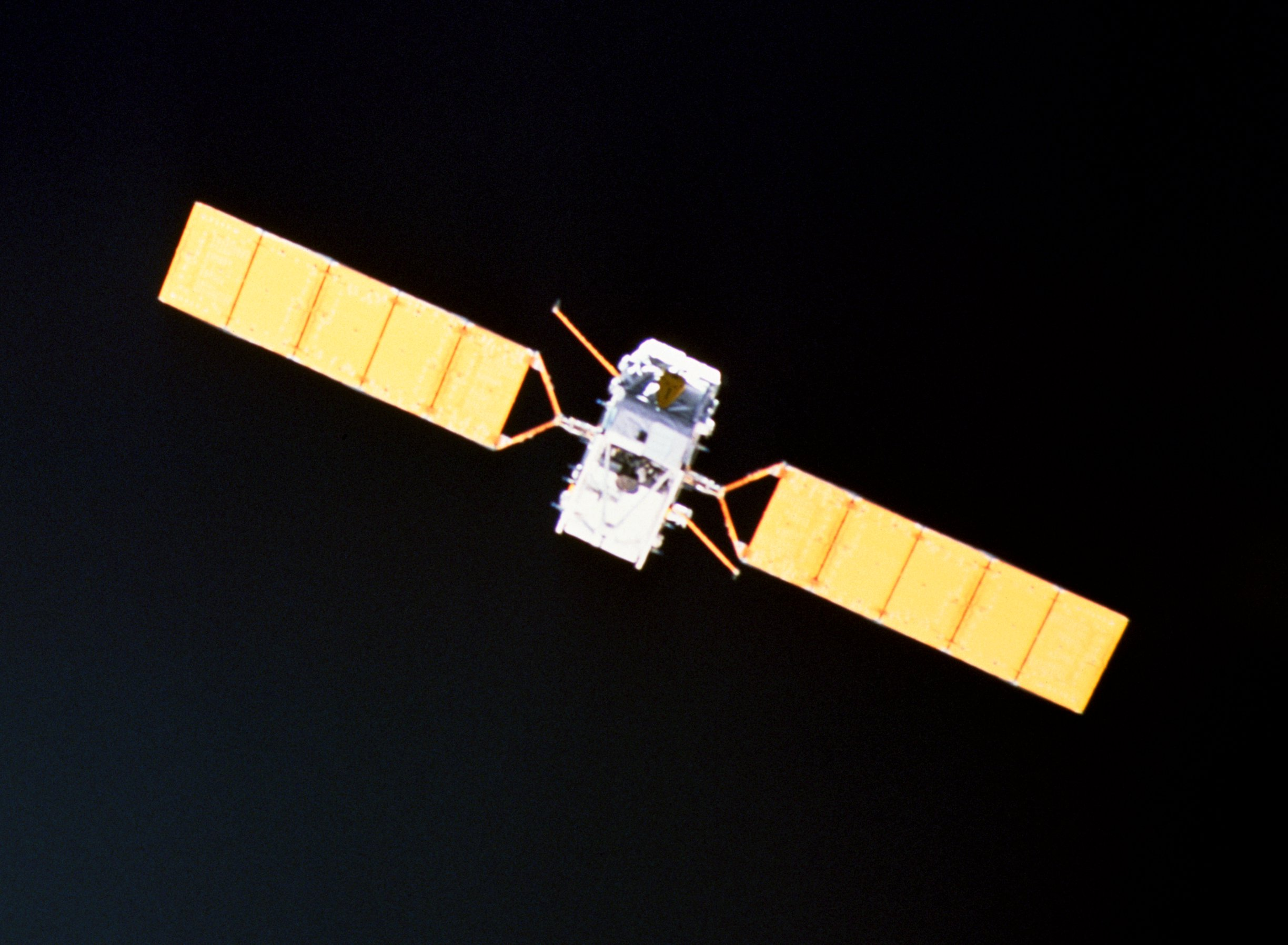
Eureca avec ses panneaux solaires déployés.

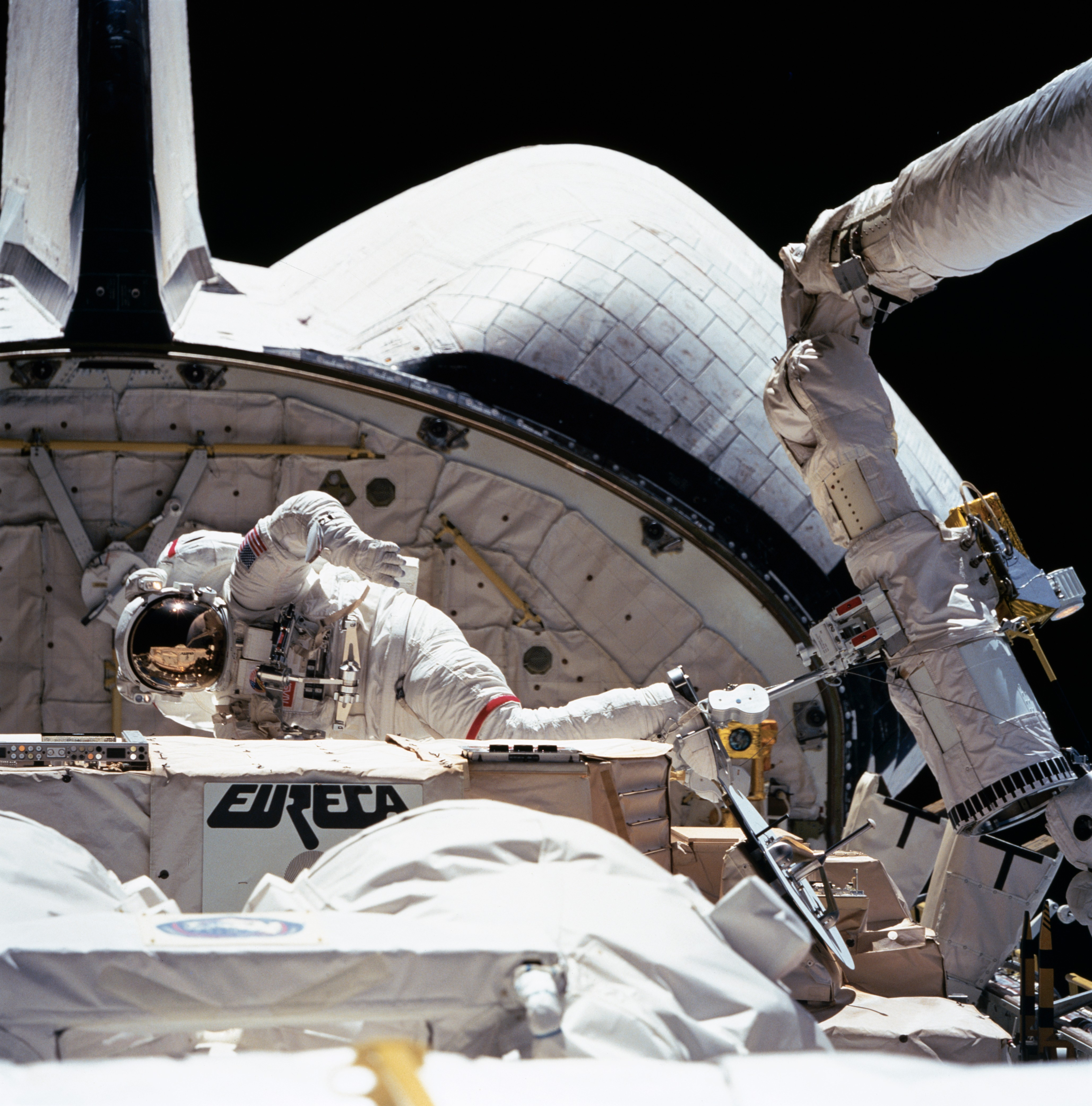
Arrimage dans la soute d'Eureca pour son retour sur Terre.

Eureca (European Retrievable Carrier c'est-à-dire « Transporteur récupérable européen ») est un satellite scientifique et technologique de l'Agence spatiale européenne mis en orbite le 31 juillet 1992 par la navette spatiale Atlantis (mission STS-46) et ramené sur Terre le 1er juillet 1993 par Endeavour (mission STS-57). Il emportait 15 expériences scientifiques, des instruments d'observation du Soleil ainsi qu'un télescope sensible aux rayons X. La récupération du satellite a permis d'étudier l'incidence de l'environnement spatial (micrométéorites, débris spatiaux) sur le satellite et sa charge utile.

## Développement
L'étude d'Eureca débute en 1978 dans le prolongement du laboratoire spatial habité Spacelab de l'agence spatiale européenne. Son développement est approuvé par le Conseil de l'agence spatiale en décembre 1981. Eureca est conçu pour accueillir plusieurs expériences représentant une masse d'environ 1 tonne et être placé en orbite par la navette spatiale européenne chargée également de la ramener à Terre après un séjour dans l'espace de six à neuf mois. Il s'agissait du premier satellite conçu pour  des expériences microgravité avec des accélérations inférieures à 10-5g. Le satellite développé par la société allemande  MBB-ERNO était conçu pour pouvoir réaliser cinq missions sur une période de dix ans. 

## Déroulement de la mission

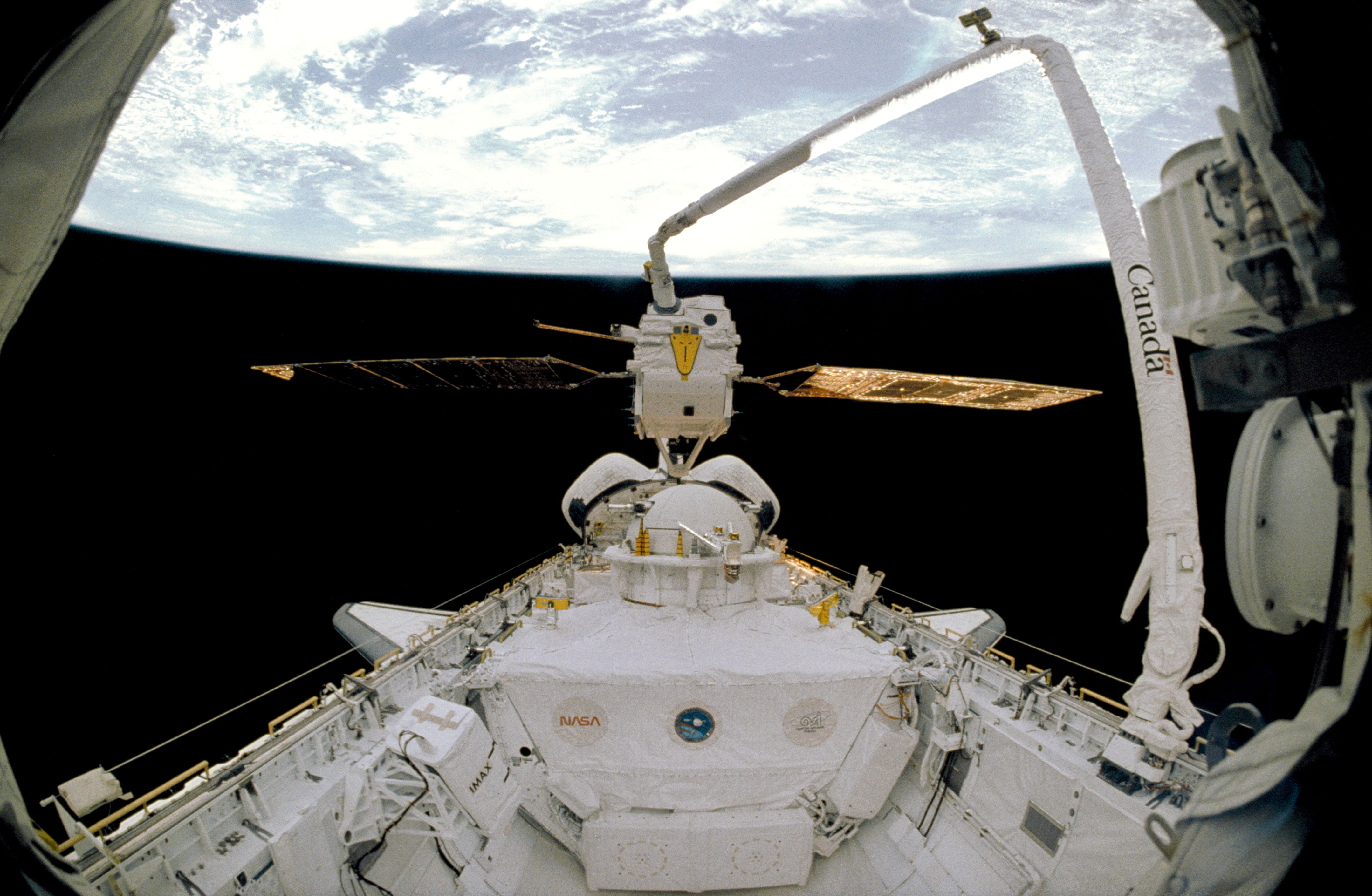
Le déploiement du satellite.

Dans le cadre de la mission STS-46 Eureca est embarqué dans la soute de la navette spatiale Atlantis qui est lancée le 31 juillet 1992. À l'aide du bras télécommandé le satellite est déposé le 2 août par l'astronaute suisse de l'ESA Claude Nicollier sur une orbite circulaire de 425 km pour une inclinaison de 28.5°. En utilisant sa propre propulsion Eureca gagne une altitude de 508 km. La plupart des expériences de microgravité sont achevées en janvier 1993, mais les autres expériences se poursuivent jusqu'à la fin de la mission. Peu avant celle-ci, Eureca redescend à une altitude de 476 km (son orbite s'était dégradée naturellement de 508  à   490 km). Le satellite est alors capturé le 24 juin par l'astronaute George Low et ramené à bord de la Endeavour dans le cadre de la mission STS-57. La mission est considérée comme un succès total et une deuxième mission emportant de nouvelles expériences est planifiée pour 1995 mais le Conseil des ministres européen choisit de ne pas financer cette deuxième mission. Eureca est stocké chez son constructeur avec l'espoir d'une utilisation commerciale qui ne se produira pas. Aujourd'hui Eureca est exposé au Musée suisse des transports.   

## Caractéristiques techniques
Le satellite Eureca, de forme parallélépipédique (4,6 × 2,6 m), a une masse de 4,49 tonnes dont une tonne pour la charge utile. L'énergie est fournie par des panneaux solaires déployables d'une capacité de 5 kW produisant au maximum 1,5 kW et 1 kW en moyenne. Le satellite est stabilisé 3 axes par des magnéto-coupleurs assistés par des propulseurs à gaz froid consommant de l'azote (6 × 21 mN) avec une précision de 0.45°. Un système de propulsion à ergols liquides (quatre propulseurs de 21 N brûlant de l'hydrazine disposait de suffisamment de carburant pour réaliser deux changements d'orbite et effectuer des corrections d'orbite sur une période de neuf mois. Une mémoire de masse permet de stocker 13 mégaoctets de données scientifiques et de télémesures.

## Expériences scientifiques et technologiques
Pour son premier et unique séjour dans l'espace, Eureca transportait 16 expériences scientifiques et technologiques développées par des industriels et laboratoires de recherche des pays membres de l'Agence spatiale européenne. Il y avait 6 expériences de microgravité, cinq relatives aux sciences spatiales (astronomie, étude du milieu spatial), trois démonstrateurs technologiques ainsi qu'un certain nombre d'expériences complètement passives :  
- SGF (Solution Growth Facility) (Belgique, Danemark, Norvège)
- PCF (Protein Crystallization Facility) (Allemagne)
- ERA (Exobiology Radiation Assembly) (Allemagne)
- MFA (Multi-Furnace Assembly) (Italie)
- AMF (Automatic Mirror Furnace) (Allemagne)
- SFA (Surface Forces Adhesion Instrument) (Italie)
- HPT (High Precision Thermostat Instrument) (Allemagne)
- SOVA (Solar Constant and Variability Instrument) (Belgique) : radiomètre mesurant la constante solaire, sa variabilité et son spectre
- SOSP (Solar Spectrum Instrument) (France) : combinaison de trois spectromètres mesurant l'irradiance du Soleil et de ses variations dans les longueurs d'onde 170 - 3 200 nm
- ORI (Occultation Radiometer Instrument) (Belgique) : radiomètre mesurant la quantité d'aérosols et des traces de gaz présents entre 20  et   100 km d'altitude
- WATCH (Wide Angle Telescope) (Danemark) un télescope mesurant les pics de rayonnement X (6–150 keV) en provenance d'un quart de la voute céleste pour détecter les sursauts gamma
- TICCE (Timeband Capture Cell Experiment) (Royaume-Uni)
- RITA (Radio Frequency Ionization Thruster Assembly) (Allemagne) est une expérience destinée à tester un type de propulsion ionique.
- IOC (Inter-Orbit Communications) (France/Pays-Bas)
- ASGA  (Advanced Solar Gallium Arsenide Array)  (Italie).

## Résultats scientifiques
Le retour à Terre d'Eureca a permis d'étudier de manière détaillée les dégâts provoqués par les débris spatiaux et les micrométéorites sur un satellite après un séjour de onze mois en orbite. Plus de 1 000 impacts visibles à l’œil nu sur l'avant des panneaux solaires et 71 impacts sur le corps du satellite ont été détectés sans qu'aucun n'ai provoqué de dysfonctionnement. Le diamètre des cratères créé par les impacts allait de 100 microns jusqu'à 6,4 mm. Le télescope à rayons X a détecté 19 sursauts gamma.